# Under forvandlingens lov
Under forvandlingens lov, även kallad Jo tykkere, jo bedre, är en norsk svartvit stumfilm (drama) från 1911. Filmen är en av de allra tidigaste norska stumfilmerna och regisserades av Halfdan Nobel Roede efter ett manus av Peter Lykke-Seest. Filmen hade premiär den 4 december 1911 på Kosmorama kino i Kristiania (nuvarande Oslo).
Filmen är den äldsta norska filmen som finns komplett bevarad. Den har ibland förväxlats med en annan film, Frihetens bur, som ska ha producerats av samma filmsällskap och visats på Kosmorama kino. Det är dock högst osäkert om denna film överhuvudtaget blivit producerad då den inte utannonserades i något att Kosmoramas programblad varken 1911, 1912 eller 1913.

## Handling
Julia (Signe Danning) är gift med Camillo (Birger Widt) och Francisca (Ingeborg Hauge) med Arthur (Olaf Hansson). De två äkta paren är goda vänner. När de är tillsammans på ett friluftscafé upptäcker Camillo att Arthur ger Julia ett brev som hon sedan stoppar i sin väska. När Camillo och Julia kommer hem tar Camillo i smyg upp brevet ur väskan och läser det. I brevet skriver Arthur att han önskar möta Julia den vanliga tiden vid det gamla huset i hagen. Camillo lägger tillbaka brevet, tar farväl av sin hustru och går ut.
Julia och Arthur möts i hagen, omfamnar varandra och går därefter in i ett hus. Camillo står vid dörren och lyssnar och går därefter hem för att hämta brevet. Han går hem till Fransisca och förklarar vad som pågår, men hon tror honom inte. Då visar han henne brevet varpå hon blir förtvivlad. De två tar en promenad och under den efterföljande pratstunden får Camillo en idé: De ska låsa in Arthur och Julia i varsin bur i huset vid hagen. Senare träffas de två paren hemma hos Camillo. Där skålar de i champagne. Camillo har hällt ett pulver i Arthus och Julias glas som får dem att somna. Väl sovande fraktas de till huset i hagen och låses in i burarna.
På morgonen vaknar Arthur och Julia. Samtidigt är Camillo och Francisca på en friluftsvarieté där enligt annons operasångaren Hans Hedemark och dansarna Bertha Ræstad, Botten Soot och Hedvig Dietrichson ska uppträda. Under tiden börjar Arthur och Julia tröttna på varandra i huset. Camillo och Francisca kommer dit och när burarna öppnas återförenas de äkta paren igen.

## Rollista
- Olaf Hansson – Arthur (hans enda filmroll)
- Signe Danning – Julia
- Birger Widt[2][3] – Camillo (hans enda filmroll, enligt vissa källor är rollen krediterad Christen Sandberg[1])
- Ingeborg Hauge – Francisca
- Hedvig Dietrichson – dansare
- Hans Hedemark – operasångare
- Bertha Ræstad – dansare
- Botten Soot – dansare
- Christian Danning